# گچی قشلاق امیرلو
گچی قشلاق امیرلو، روستایی در دهستان انگوت غربی بخش مرکزی شهرستان انگوت در استان اردبیل ایران است.

## جمعیت
بر پایه سرشماری عمومی نفوس و مسکن در سال ۱۳۹۵، جمعیت این روستا برابر با ۶۲ نفر (۱۵ خانوار) بوده‌است.